# Мунк, Эдуард
Эдуард Мунк (нем. Eduard Munk; 14 января 1803 — 3 мая 1871) — германский филолог, преподаватель, научный писатель.

## Биография
Родился в Гросс-Глогау (ныне Глогув), еврей. С 1815 года учился в евангелической гимназии в родном городе. В 1822 году поступил в университет в Бреслау, где изучал классическую филологию, в 1824 году перешёл в Берлинский университет. Докторскую степень получил в 1827 году в Галле. С 1827 года преподавал в королевской еврейской школе им. Вильгельма в Бреслау; в 1848 году эта школа была закрыта, а Мунк получил выходное пособие. С 1850 по 1857 год (с перерывами) без оплаты преподавал греческий язык в старших классах евангелической гимназии в Глогау, параллельно также преподавал философию в старших классах там же; позже был частным репетитором. В 1862 году получил почётное звание профессора. Был правоверным иудеем, отказался от перехода в христианство и потому не смог стать университетским профессором.
Был крупным знатоком классической античной литературы. Главные работы его авторства: «Die Metrik der Grechen und Römer» (Глогау, 1834), «Die natürliche Ordnung der Platonischen Schriften» (Берлин, 1857), «Geschichte d. griechischen Litteratur» (Берлин, 1849—50; 3-е издание — 1879—1880) и «Gesch. der römischen Litteratur» (1858—1861; 2-е издание — 1875—77).

## Семья
Его двоюродный брат Соломон Мунк (нем. Salomon Munk; 1802—1867) был профессором семитских языков в Коллеж де Франс; особенно прославился своими объяснениями Талмудов (Иерусалимского и Вавилонского или Бавли) Маймонида; он первый доказал, что арабский философ Авицеброн и еврейский поэт Габироль — одно и то же лицо. Главные работы: «Réflexions sur le culte des anciens Hébreux etc.» (Париж, 1838), «Palestine. Description géorgraphique, histoique et archéologique» (Париж, 1845); «Mélanges de philosophie juive et arabe» (Париж, 1859).